# Гормональные имплантаты
Имплант, высвобождающий левоноргестрел, продаваемый, среди прочего, под торговой маркой Jadelle, представляет собой устройства, высвобождающие левоноргестрел для контроля рождаемости. Это одна из самых эффективных форм контроля над рождаемостью, частота неудач в течение одного года составляет около 0,05 %. Устройство помещается под кожу и служит до пяти лет. Его могут использовать женщины, у которых в анамнезе есть воспалительные заболевания органов малого таза, и поэтому они не могут использовать внутриматочную спираль. После удаления фертильность быстро возвращается.
Обычно он хорошо переносится с небольшим количеством значительных побочных эффектов. Побочные эффекты могут включать нерегулярные менструации, отсутствие менструаций, головные боли и боль в груди. Не рекомендуется использовать людям с серьёзными заболеваниями печени. Имплантат левоноргестрела — это вид обратимого противозачаточного средства длительного действия. В первую очередь он работает, останавливая овуляцию и сгущая слизь вокруг шейки матки.
Имплантат, высвобождающий левоноргестрел, был одобрен для медицинского использования в 1983 году в Финляндии и в 1990 году в США. Он включён в Список основных лекарственных средств Всемирной организации здравоохранения. Имплантаты левоноргестрела одобрены более чем в 60 странах и используются более чем семью миллионами женщин. По состоянию на 2015 год он утверждён, но недоступен в США.

## Медицинское применение
Имплантат с высвобождением левоноргестрела на 99-99,95 % эффективен в предотвращении беременности и является одним из самых надёжных, хотя и не самых доступных, форм контроля рождаемости. Имплантат, высвобождающий левоноргестрел, предотвращает беременность несколькими способами: предотвращая овуляцию, что означает, что яйцеклетки не выделяются для оплодотворения; за счёт сгущения слизи шейки матки, что препятствует попаданию сперматозоидов; истончение слизистой оболочки матки, что снижает вероятность имплантации эмбриона.
Имплантат, высвобождающий левоноргестрел, вызывает эти эффекты за счёт использования гормонов. Небольшое количество гормона прогестина высвобождается через капсулы постоянно, больше в течение первых полутора лет, но затем на уровне, аналогичном большинству противозачаточных таблеток. Как и все гормональные противозачаточные средства, имплантат, высвобождающий левоноргестрел, не защищает от инфекций, передаваемых половым путём.
Имплантируемые противозачаточные средства особенно эффективны в развивающихся странах, поскольку для их эффективности не требуется ежедневное введение или доступ в больницу. Кроме того, не требуются постоянные запасы противозачаточных средств (пилюли, презервативы и т. д.), и это очень эффективное и дешёвое средство контрацепции в долгосрочной перспективе.

## Противопоказания
Имплантат, высвобождающий левоноргестрел, не следует использовать женщинам с заболеваниями печени, раком груди или тромбами. Женщинам, которые считают, что они уже беременны, или женщинам с вагинальным кровотечением, следует сначала обратиться к врачу. Однако, поскольку он не содержит эстроген, как некоторые противозачаточные таблетки, пожилым женщинам, женщинам, которые курят, и женщинам с высоким кровяным давлением не запрещено использовать систему.

## Побочные эффекты
После трёх месяцев использования женщинам необходимо будет назначить контрольный визит для контроля артериального давления и обсуждения любых проблем. Побочные эффекты могут включать нерегулярные менструальные периоды в течение первых примерно трёх месяцев, включая периоды, длящиеся дольше, чем обычно, кровотечение или кровянистые выделения между менструациями, сильное кровотечение или отсутствие менструаций в течение указанного периода времени. Общие побочные эффекты включают увеличение веса, нервозность, беспокойство, тошноту, рвоту, масталгию, головокружение, дерматит/сыпь, гирсутизм, выпадение волос на коже головы, головную боль, депрессию и угри. Иногда возникает боль, зуд или инфекция в месте установки имплантата. Кисты яичников также могут возникать, но обычно не требуют лечения, хотя могут вызывать боль, даже если они доброкачественные.

## Метод применения

### Введение
Имплантат, высвобождающий левоноргестрел, имплантируется под кожу в предплечье женщины путём создания небольшого разреза и введения капсул веерообразной формы. Введение обычно занимает 15 минут, и иногда капсулы можно увидеть под кожей, хотя обычно они выглядят как небольшие вены. Их также можно почувствовать под кожей. После введения противозачаточное средство начинает действовать в течение 24 часов и действует до пяти лет.

### Удаление
Имплантат, высвобождающий левоноргестрел, можно удалить, сделав второй разрез и вынув капсулы. Обычно его удаляют по истечении пятилетнего периода или если:
- Беременность желательна
- Предпочтение отдано другому методу контрацепции
- Возникают осложнения

Обычно удаление не сложное; о проблемах с удалением сообщалось с частотой 6,2 %, на основе 849 удалений. Сложности при удалении включают: несколько разрезов, оставшиеся фрагменты капсулы, боль, несколько посещений, глубокое размещение, длительная процедура удаления и т. д.
При желании во время удаления можно установить новый имплантат.

## История
Гормональный имплантат был разработан Шелдоном Дж. Сегалом и Орасио Кроксатто в Совете по народонаселению, начиная с 1966 года, а первое клиническое испытание было проведено в Чили в 1974 году. Впервые он был одобрен в Финляндии 23 ноября 1983 года, где он был произведён компанией Leiras Oy Pharmaceuticals. Оригинальный Норплант (Norplant) состоял из шести маленьких (2,4 мм × 34 мм) силиконовых капсул, каждая из которых была заполнена 36 мг левоноргестрела, имплантированного под кожу в плечо и действующего в течение пяти лет. Производство оригинального (шестикапсульного) препарата Норплант прекращено; контракт USAID действовал до декабря 2006 года. Оригинальный (шесть капсул) Норплант был одобрен Управлением по санитарному надзору за качеством пищевых продуктов и медикаментов США (FDA) 10 декабря 1990 года и поступил в продажу в США в 1991 году от компании Wyeth Pharmaceuticals. Распространение Norplant в США закончилось в 2002 году; ограниченные поставки по-прежнему оставались в США до 2004 года. Norplant был снят с рынка Великобритании в 1999 году. Производство Norplant было прекращено во всём мире в 2008 году.
Norplant II (Norplant-2, Jadelle), также разработанный Советом по народонаселению и производимый Schering Oy, состоит из двух небольших (2,5 мм × 43 мм) силиконовых стержней, каждый из которых содержит 75 мг левоноргестрела в полимерной матрице вместо шести капсул. Он был утверждён 31 мая 1996 года FDA как действующий в течение трёх лет; впоследствии 22 ноября 2002 года он был одобрен FDA как действующий в течение пяти лет. Jadelle не продаётся в Соединённых Штатах Америки; Jadelle является преемником оригинального Norplant в контракте USAID с января 2007 года.

## Культура и общество

### США
К 1996 году более 50 000 женщин подали иски, в том числе 70 коллективных исков, против Wyeth или его дочерних компаний или врачей, прописавших Norplant. Wyeth никогда не проигрывал в судебном процессе против Norplant, даже в тех случаях, которые рассматривались присяжными.
26 августа 1999 года, выиграв 3 приговора присяжных, 20 упрощённых досудебных решений и отклонив 14 000 исков, Wyeth предложил внесудебные выплаты наличными в размере 1500 долларов каждой примерно 36 000 женщин, которые утверждали, что их не предупредили должным образом о возможных побочных эффектах Норпланта, таких как нерегулярные менструальные кровотечения, головные боли, тошнота и депрессия. Wyeth сообщил, что большинство истцов испытали обычные побочные эффекты, описанные в информации на этикетке Norplant. Wyeth не признал каких-либо правонарушений, заявив, что предложение об урегулировании «было чисто деловым решением», отметив, что «наш юридический успех был достигнут высокой ценой, потому что судебные иски отнимают много времени, дороги и оказывают сдерживающее влияние на исследования», что он продолжит предлагать Norplant и будет агрессивно оспаривать «все новые иски».
Около 32000 женщин приняли внесудебное урегулирование в размере 1500 долларов США. 14 августа 2002 года Wyeth выиграл частичное суммарное судебное решение и отклонил требования 2960 оставшихся истцов, которые не приняли внесудебное предложение Уайета об урегулировании спора.
В августе 2000 года компания Wyeth приостановила поставки Norplant в США, поскольку в ходе регулярного контроля качества репрезентативные образцы из семи партий, распределённых с 20 октября 1999 года, прошли испытания в соответствии со спецификациями продукта, но на нижнем конце спецификации скорости выпуска на стабильность срока годности, что вызывает опасения по поводу противозачаточной эффективности этих партий. Wyeth рекомендовал женщинам, которым имплантировали капсулы Норплант из этих партий, использовать резервные средства контрацепции до тех пор, пока они не определят клиническую значимость атипично низких уровней высвобождения левоноргестрела.
26 июля 2002 года Wyeth объявил, что данные исследований, проведённых на женщинах с капсулами Норпланта из подозрительных партий, не предполагают меньшей противозачаточной эффективности, чем сообщалось в клинических испытаниях, и что поэтому использование резервных контрацептивов можно безопасно прекратить. Wyeth также объявил, что из-за ограничений на поставку компонентов продукта они не планируют возобновлять маркетинг шестикапсульной системы Norplant в США.

### Новая Зеландия
Jadelle была добавлена в расписание Агентства по управлению фармацевтикой (Pharmac) и впоследствии субсидирована в августе 2010 года. Медицинские работники выразили озабоченность в ходе консультации, указав, что они предпочитают продукт, который легче вставить. Соглашение между Bayer New Zealand и Pharmac было обусловлено предоставлением Bayer New Zealand соответствующего обучения, чтобы врачи чувствовали себя комфортно при установке и извлечении.

### Полемика
Некоторые американские законодатели безуспешно пытались предоставить финансовые льготы женщинам, получающим пособие, которые соглашаются использовать Norplant. Например, в Канзасе республиканец Керри Патрик представил закон, согласно которому получателям социальных пособий будет выплачиваться единовременная выплата в размере 500 долларов за использование Norplant с последующей премией в размере 50 долларов за каждый год, когда имплантаты остаются на месте". Некоторые судьи предложили имплантаты Norplant в качестве добровольной альтернативы тюремному заключению для некоторых женщин, осуждённых за жестокое обращение с детьми или злоупотребление наркотиками во время беременности.
Через два дня после одобрения Норпланта FDA в 1990 году редакционная статья в The Philadelphia Inquirer предложила сократить размер чернокожих низших слоёв населения, предлагая матерям на социальном обеспечении повышенные льготы, если они согласятся использовать Норплант. Одиннадцать дней спустя Inquirer извинился за свою «неправильную и ошибочную» редакционную статью и за предложение стимулов для использования Norplant.
Критики, такие как Американский союз защиты гражданских свобод, утверждали, что такое использование носит принудительный и дискриминационный характер, и сравнивали такое использование с американской евгеникой начала XX века. В «Убийстве черного тела» чёрная феминистка Дороти Робертс связывает такое использование Норпланта с «белым мейнстримом», который якобы настроен «демонизировать, даже криминализировать» жизнь бедных чернокожих женщин и их репродуктивный выбор.
В течение двух лет после одобрения Норпланта FDA законодатели в тринадцати штатах США предложили почти два десятка законопроектов, предлагающих стимулы или требующих использования Норпланта матерями, осуществляющими социальную помощь; ни одно из этих предложений не прошло.
Первым крупным городом, который активно продвигал использование Норпланта, был Балтимор. Балтимор нацелился на подростков, потому что рождаемость была в три раза выше, чем в других штатах. В Балтиморе около десяти процентов девочек в возрасте от 15 до 17 лет родили в 1990 году. Молодые матери часто бросали школу и изо всех сил пытались вырастить ребёнка в бедности. В то время мэр Курт Шмок настаивал на принятии законов, которые предоставили бы девочкам-подросткам больше доступа к Норпланту. Норплант в конечном итоге давали девочкам-подросткам в школах без согласия родителей. Программы были разработаны и выполняются в школах, где проживают преимущественно черные. Средняя школа Лоуренса Г. Пакина стала первой школой, которая предоставила своим ученицам Норплант. В средней школе Пакина училось 355 учениц, но только 5 из них не были чернокожими. Их программа начиналась как экспериментальная, и вскоре другие городские средние школы, такие как Средняя школа Сан-Фернандо в Лос-Анджелесе и Средняя школа Крейна в Вест-Сайде Чикаго, приняли программу предоставления Norplant своим ученицам. Из-за того, что в школах преобладают чернокожие, среди лидеров чернокожих общин возникли вопросы о расизме.